# جون هيوسون
جون هيوسون (بالإنجليزية: John Hewson)‏ (و. 1946  م) هو اقتصادي، وسياسي أسترالي، ولد في سيدني، هو عضوٌ في حزب أستراليا الليبرالي.

## مناصب
تولى منصب عضو مجلس النواب الأسترالي (11 يوليو 1987–28 فبراير 1995)
.

## التعليم
تعلم في جامعة سيدني، وتعلم في جامعة جونز هوبكينز، وتعلم في جامعة ساسكاتشوان
.

## وصلات خارجية
- جون هيوسون على موقع IMDb (الإنجليزية)
- جون هيوسون على موقع الموسوعة البريطانية (الإنجليزية)
- جون هيوسون على موقع مونزينجر (الألمانية)
- جون هيوسون على موقع قاعدة بيانات الفيلم (الإنجليزية)

- جون هيوسون في قاعدة بيانات الأفلام على الإنترنت